# Sąd kapturowy generalny
Sąd kapturowy generalny (kaptur generalny, sąd generalny, sąd marszałkowski) (łac. compositum iudicium) – powoływany na czas wolnej elekcji od 1632 roku sąd kapturowy.
W skład sądu kapturowego wchodzili: marszałek wielki koronny, marszałek wielki litewski, marszałek nadworny koronny, marszałek nadworny litewski wraz z zaprzysiężonymi rotą trybunalską trzema deputatami z Senatu, czterema z Małopolski czterema z Wielkopolski i czterema z Wielkiego Księstwa Litewskiego.
Sąd kapturowy generalny rozstrzygał sprawy karne, cywilne i wybrane sprawy skarbowe, nie wyłączając sporów zaistniałych w trakcie podróży do miejsca elekcji. 